# Gulriska
Gulriska (Lactarius repraesentaneus) är en svampart som beskrevs av Britzelm. 1885. Gulriska ingår i släktet riskor och familjen kremlor och riskor.  Arten är reproducerande i Sverige. Inga underarter finns listade i Catalogue of Life.

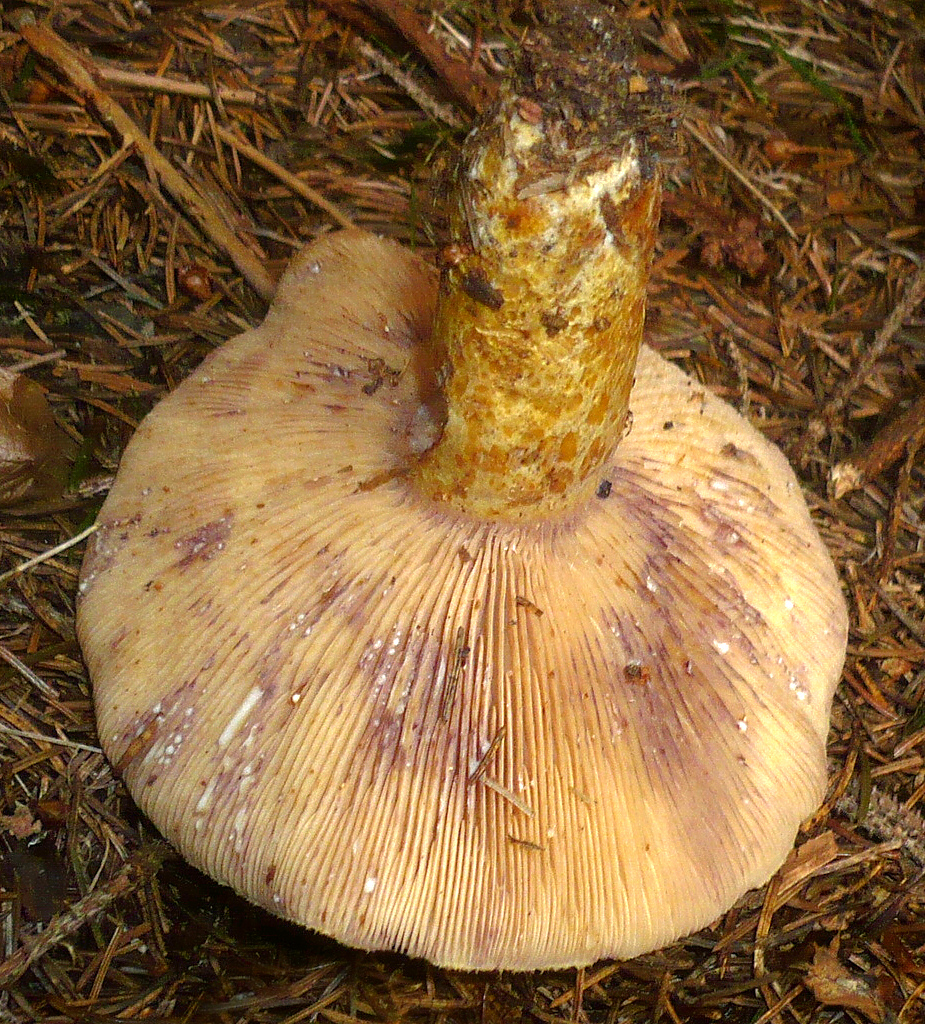
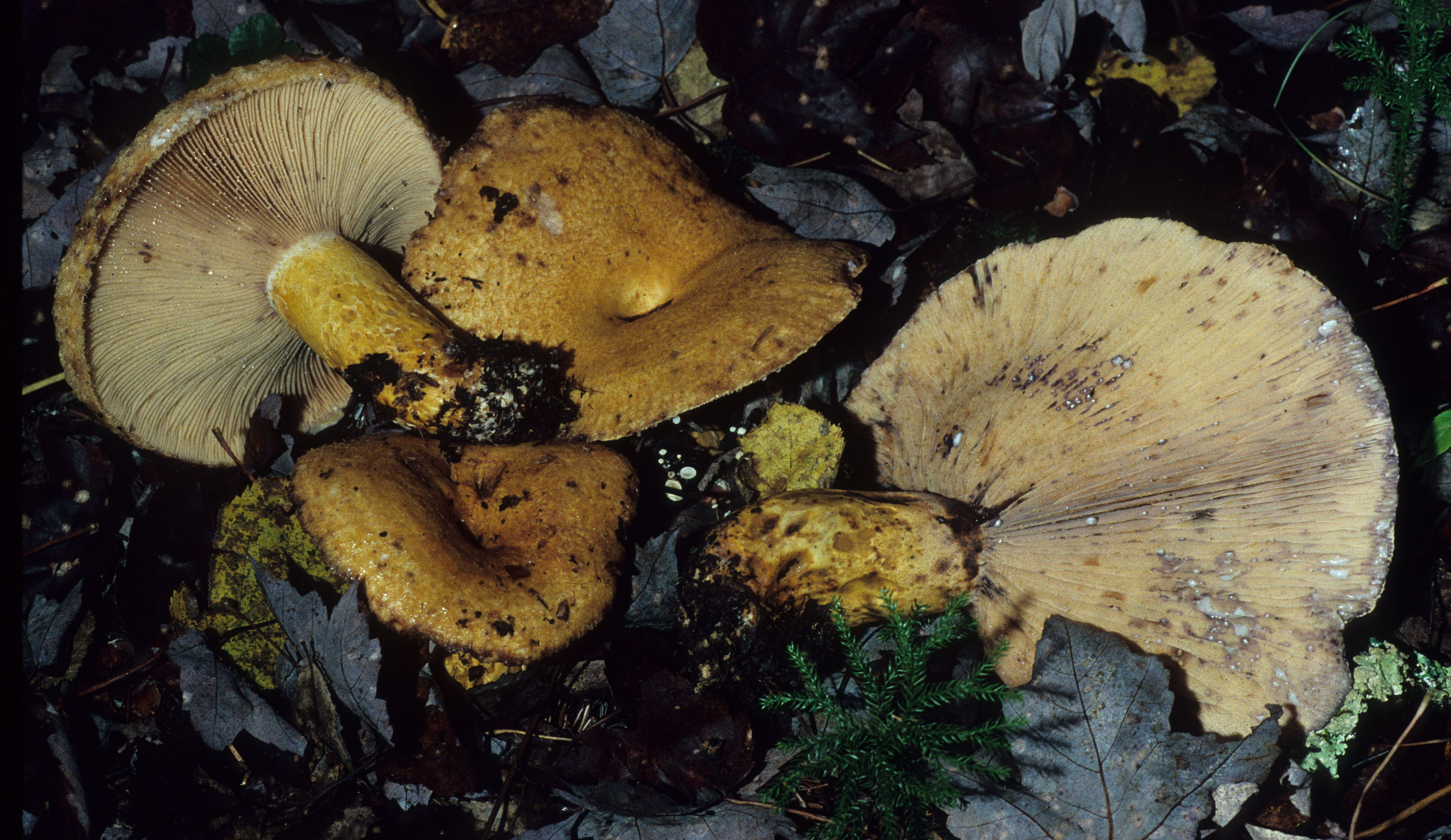
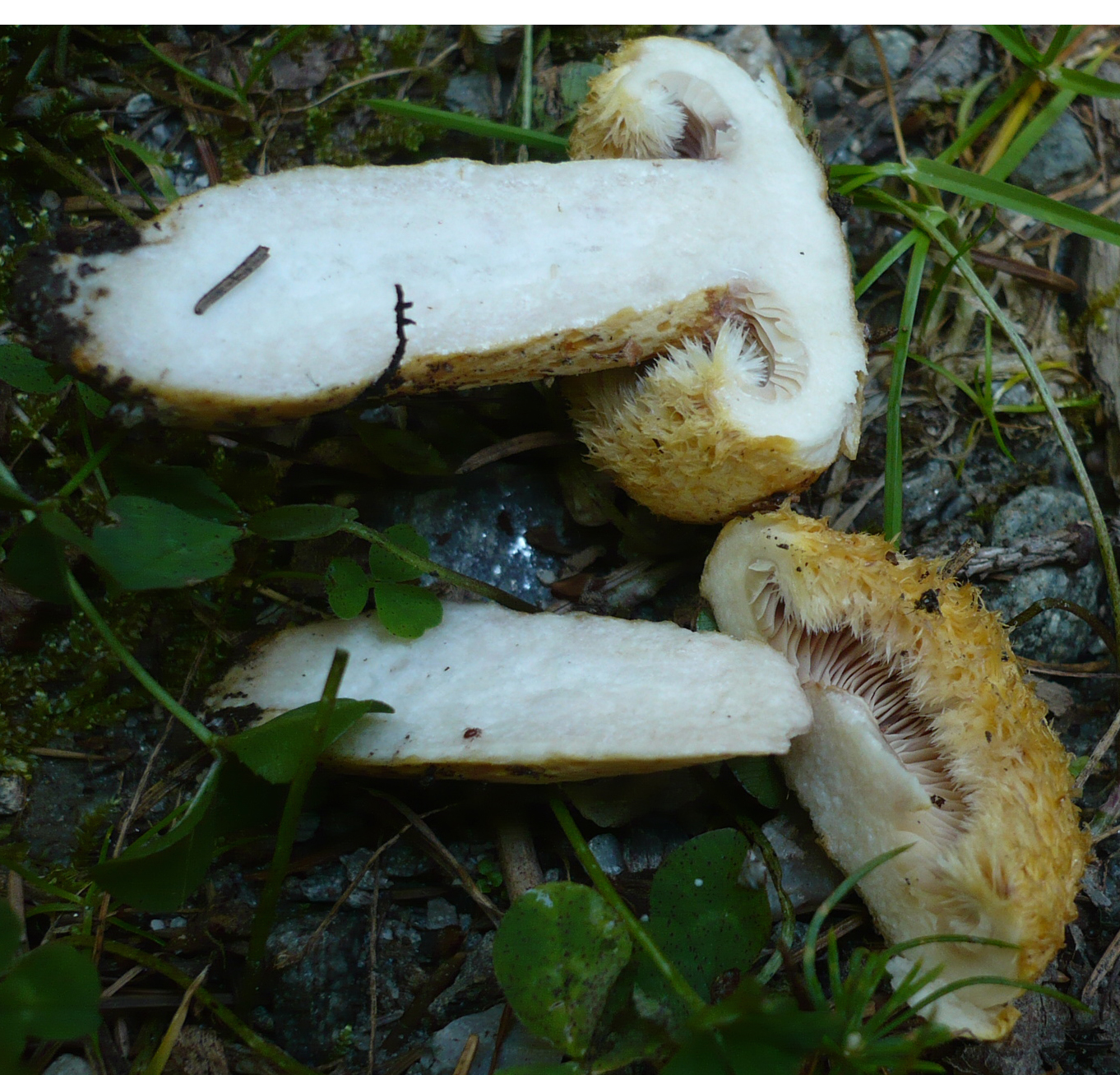
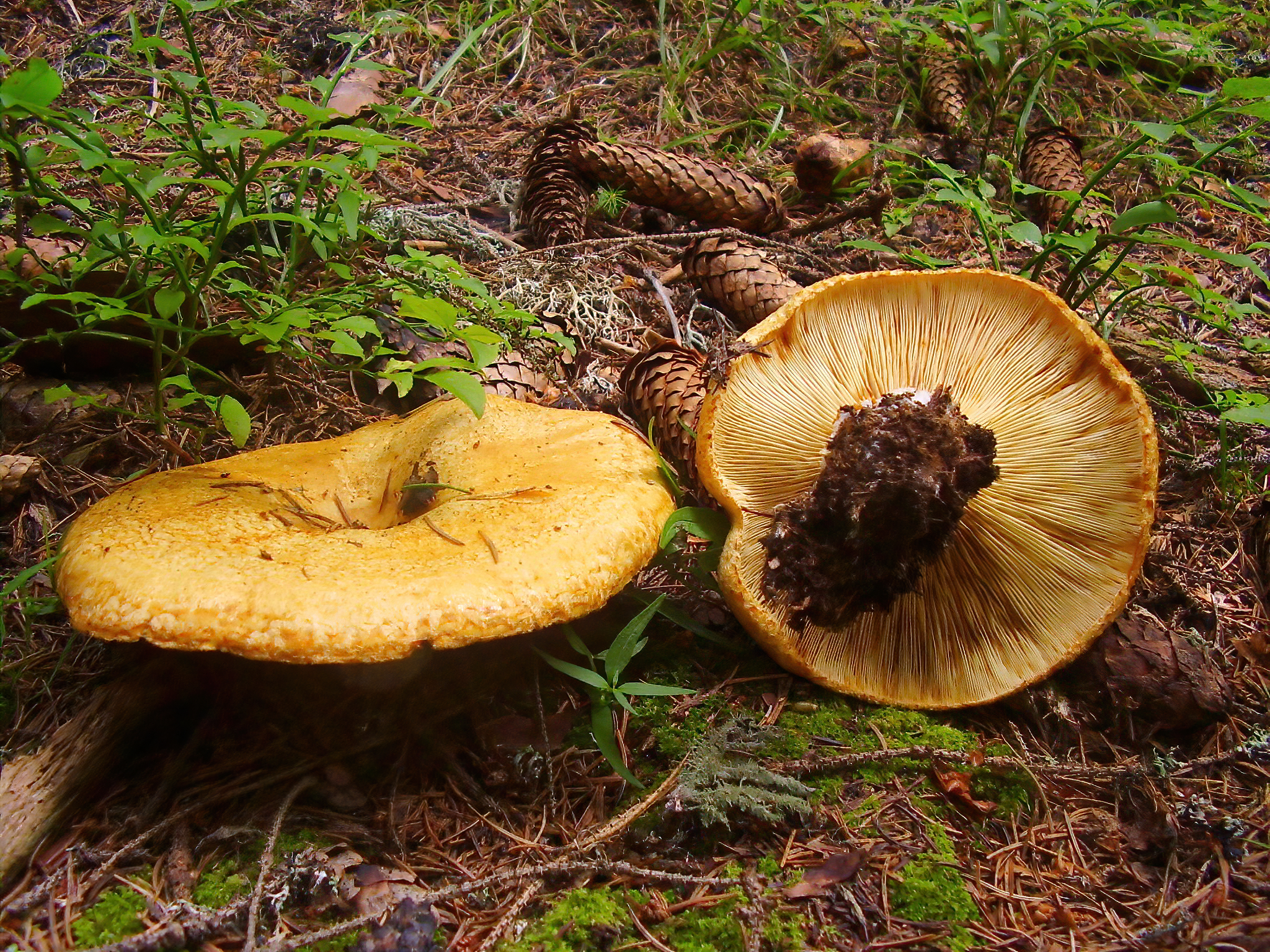
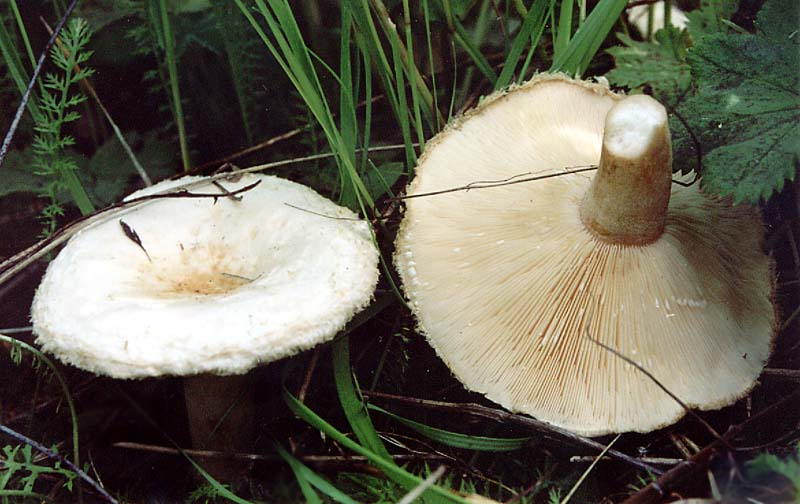

Gulriska påminner mycket om en annan art som heter Svavelriska. Skillnaden är att gulriska avger en vit saft som efter knappt en timme  blir violett medan svavelriskan avger en vit saft som blir svavelgul inom en minut. Den är ätlig och passar bra som saltsvamp. 